# Henryk Janduda
Henryk Paweł Janduda, deutsch Heinrich Paul Janduda (* 11. Februar 1924 in Knurow; † 28. November 2008 in Ahlen) war ein polnisch-deutscher Fußballspieler.

## Leben
Janduda war einer der besten schlesischen bzw. polnischen Abwehrspieler in der Kriegs- bzw. Nachkriegszeit. Er war ein Nationalspieler. Während des Zweiten Weltkriegs spielte er in der Gauliga Oberschlesien für FV Germania Königshütte und danach im gleichen Verein, der ab 1946 AKS Chorzów (Königshütte) hieß, in der 1. polnischen Liga. Nach der aktiven Karriere blieb er als Trainer tätig. Bis zu seinem Tod lebte er mit seiner Familie in Ahlen (Nordrhein-Westfalen).
In der Nationalmannschaftskarriere bestritt er zehn Spiele. Sein Debüt fand am 18. April 1948 in Warschau, im Spiel Polen-Tschechoslowakei (3:1) statt. Das letzte Spiel absolvierte er am 22. Oktober 1950 auch in Warschau, Polen – Tschechoslowakei 1:4.

## Weblink
- Henryk Janduda in der Datenbank von weltfussball.de

| Personendaten    | Personendaten                                 |
| ---------------- | --------------------------------------------- |
| NAME             | Janduda, Henryk                               |
| ALTERNATIVNAMEN  | Janduda, Henryk Paweł; Janduda, Heinrich Paul |
| KURZBESCHREIBUNG | deutsch-polnischer Fußballspieler             |
| GEBURTSDATUM     | 11. Februar 1924                              |
| GEBURTSORT       | Knurow                                        |
| STERBEDATUM      | 28. November 2008                             |
| STERBEORT        | Ahlen                                         |